# Bellardia pubicornis
Bellardia pubicornis är en tvåvingeart som först beskrevs av Zetterstedt 1838.  Bellardia pubicornis ingår i släktet Bellardia, och familjen spyflugor. Arten är reproducerande i Sverige.